# Universidad del Quindío
La Universidad del Quindío es una institución pública y departamental de educación superior en Colombia acreditada en alta calidad, sujeta a inspección y vigilancia por medio de la Ley 1740 de 2014 y la ley 30 de 1992  del Ministerio de Educación de Colombia. Su sede está ubicada en Armenia, la capital de Quindío. Fue inaugurada en 1962.

## Historia

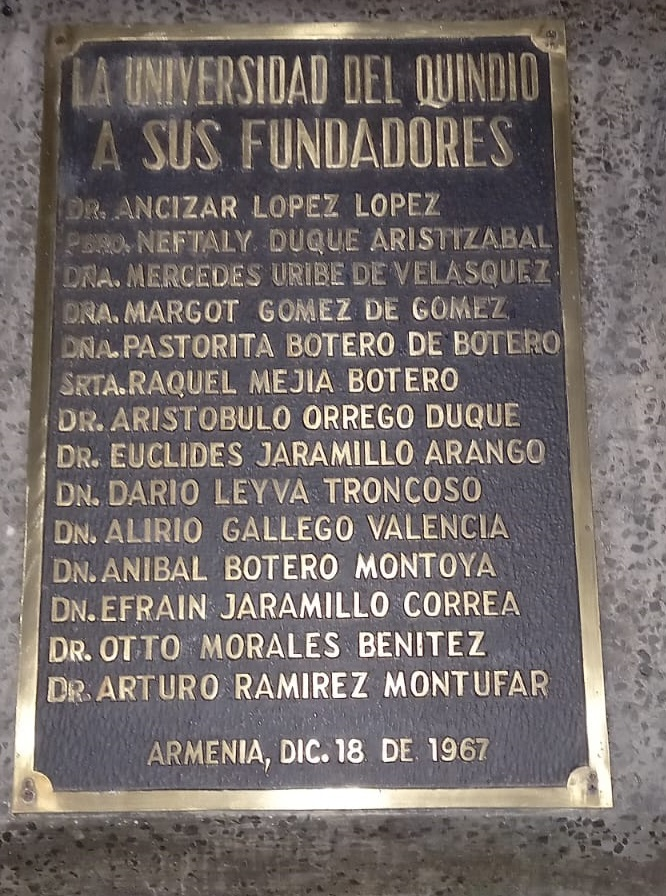
Placa de los fundadores de la universidad, ubicada en su entrada principal, en Armenia.

La Universidad del Quindío fue creada por el Concejo Municipal de Armenia, en 1960. En 1982, se convirtió en una institución de carácter departamental. 
Empezó a funcionar en 1962 con los programas de Agronomía y Topografía.
Actualmente la Universidad del Quindío cuenta con unas siete facultades. En las modalidades presencial, distancia y virtual; con ellas la institución se convierte en un actor indispensable en el desarrollo del conocimiento científico y tecnológico del occidente del país.

### Estampilla
La estampilla se diseña para conmemorar las bodas de oro de la Universidad. El número 50 está puesto sobre los colores de la bandera del departamento y el logo institucional aparece en la parte derecha inferior, simbolizando la pertenencia y compromiso institucional para con la región.

## Oferta académica
La Universidad del Quindío cuenta con unas 7 facultades las cuales ofrecen 33 programas académicos de pregrado y 18 de posgrado y diferentes diplomados. De los cuales se ofertan 9 programas acreditados de Alta Calidad.

## Programas académicos pregrado

### Facultad de Ingeniería
- Ingeniería Civil
- Ingeniería Electrónica
- Ingeniería de Sistemas y Computación
- Ingeniería Topográfica y Geomática
- Tecnología en Obras Civiles

### Facultad de Ciencias de la Educación
- Licenciatura en Ciencias Naturales y Educación Ambiental
- Licenciatura en Literatura y Lengua Castellana
- Licenciatura en Matemáticas
- Licenciatura en Lenguas Modernas con énfasis en inglés y francés
- Licenciatura en Ciencias Sociales
- Licenciatura en Educación Física, Recreación y Deportes
- Licenciatura en Educación Infantil

### Facultad de Ciencias Humanas y Bellas Artes
- Artes Visuales
- Comunicación Social-Periodismo
- Ciencias de la Información y la Documentación énfasis en Bibliotecología y Archivística
- Filosofía
- Trabajo Social

### Facultad de Ciencias Básicas y Tecnologías
- Física
- Química
- Biología
- Tecnología en Instrumentación Electrónica

### Facultad de Ciencias Económicas, Administrativas y Contables
- Administración Financiera
- Administración de Negocios
- Contaduría Pública
- Economía

### Facultad de Ciencias de la Salud
- Medicina
- Seguridad y Salud en el Trabajo
- Enfermería
- Gerontología

### Facultad de Ciencias Agroindustriales
- Ingeniería de Alimentos
- Tecnología en Procesos Agroindustriales
- Tecnología Agropecuaria
- Zootecnia

## Programas Académicos Pos-grado
Doctorado 
- Doctorado en Ciencias de la Educación
- Doctorado en Ciencias
- Doctorado en Ciencias Biomédicas

Maestría 
- Maestría en Ingeniería
- Maestría en Ciencias de la Educación
- Maestría en Biomatemáticas
- Maestría en Biología Vegetal
- Maestría en Ciencias de los Materiales
- Maestría en Química
- Maestría en Medio Ambiente
- Maestría en Administración
- Maestría en Prevención de Riesgos Laborales
- Maestría en Ciencias Biomédicas
- Maestría en procesos agroindustriales

Especialización 
- Especialización en Negocios y Finanzas Internacionales
- Especialización en Gerencia Logística
- Especialización en Revisoría Fiscal y Auditoría Externa
- Especialización en Pediatría
- Especialización en Medicina Interna

## Centros y Grupos de Investigación
Cuenta con una dependencia encargada de fomentar, apoyar y asesorar procesos de investigación, innovación y desarrollo tecnológico en la institución, la región y el país. Además de contar también con reconocidos centros de investigación como lo son: el laboratorio de optoelectrónica, el laboratorio de Realidad Virtual perteneciente al programa de Ingeniería de Sistemas y Computación y el Observatorio Sismológico de la Universidad del Quindío, adscrito al Centro de Estudios e Investigaciones de la Facultad de Ingeniería, y a la red sismológica internacional IRIS.

### Centros e Institutos de Investigación
- Instituto Interdisciplinario de las Ciencias.
- Centro de Investigaciones Biomédicas "Manuel Elkin Patarroyo".
- Centro de Estudios e Investigaciones en Biodiversidad y Biotecnología– CIBUQ.
- Centro de Estudios e Investigaciones Regionales - CEIR.
- Centro de Estudios e Investigaciones de la Facultad de Ingeniería - CEIFI.

### Grupos de Investigación
- Grupo de Estudio en Parasitología y Micología Molecular (GEPAMOL)
- Grupo de Investigación y Asesoría en Estadística
- Grupo de Investigación en Bioquímica de Enfermedades Cardiovasculares y Metabólicas (GECAVYME)
- Grupo de Investigación en Didáctica de la Lengua Materna y la Literatura (DILEMA)
- Grupo de Investigación Optoelectrónica
- Grupo de Investigación en Inmunología Molecular (GYMOL)
- Grupo de Investigación Agroindustria de Frutas Tropicales
- Grupo Químico de Investigación y Desarrollo Ambiental (QIDEA)
- Grupo de Procesamiento Digital de Señales y Procesadores (GDSPROC)
- Grupo de Investigación en Redes, Información y Distribución (GRID)
- Grupo de Investigación en Biodiversidad y Educación Ambiental (BIOEDUQ)
- Grupo de Investigación en Biodiversidad y Biotecnología – GIBUQ
- Grupo de Investigación Comunicación: Cultura y Periodismo
- Grupo de Estudio y Desarrollo de Software (GEDES)
- Grupo de Investigación de la Función Financiera en las Organizaciones del Departamento del Quindío
- Grupo de Investigación en Educación Matemática (GEMAUQ)
- Grupo de Investigación en Telecomunicaciones de la Universidad del Quindío (GITUQ)
- Grupo de Investigación en Bilingüismo
- Grupo de Investigación en Desarrollos Tecnológicos (GIDET)
- Grupo de Investigación en Ciencia Aplicada para el Desarrollo de la Ecorregión (GICADE)
- Grupo de Investigación en Compuestos Organometálicos y Catálisis
- Escuela de Investigación en Biomatemática (EIB)
- Grupo de Investigación en Salud Pública
- Grupo de Investigación Ciencia y Tecnología de Alimentos (CYTA)
- Grupo de Automatización y Máquinas de Aprendizaje (GAMA)
- Grupo de Investigación en Ciencias Agroindustriales (GICA)
- Seminario Interdisciplinario Grupo en Matemática Aplicada (SIGMA)
- Grupo de Investigación Tejiendo Redes
- Estilos de Aprendizaje e Idiomas Extranjeros - Bilingüismo (ESAPIDEX-B)
- Grupo de Investigación en Gerencia y Emprendimiento (GIGA)
- Grupo de Estudio Orientado a la Investigación y Desarrollo en Geomática (GEOIDE-G62)
- Grupo de Investigación Razones y Acciones
- Grupo de Investigación en Derecho Tributario Comparado y Desarrollo Empresarial de la Universidad del Quindío (GEDUQ)
- Grupo de Investigación Plaguicidas y Salud
- Grupo de Investigación Quimbaya
- Grupo de Física de Materiales Orgánicos e Inorgánicos (FMIO)
- Grupo de Modelación Matemática en Epidemiología (GMME)
- Grupo de Investigación en Ciencias Ambientales (INCIAM)
- Grupo de Investigación Diversidad
- Grupo de Investigación en Faunística
- Grupo de Sistemas de Información y Control Industrial (SINFOCI)
- Grupo de Investigación en Desarrollo (GID)
- Grupo de Investigación en Desarrollo y Estudio del Recurso Hídrico y el Ambiente (CIDERA)
- Grupo de Investigación en Contaduría Internacional Comparada
- Grupo de Investigación en Semióticas de Ficción (SEMIFIC)
- Grupo de Investigación en Educación en Enfermería de la Universidad del Quindío (GRIEEQ)
- Grupo de Investigación en Ciencias Agropecuarias (GICAP)
- Grupo de Investigación en Fisiología de la Actividad Física y la Salud (GIFAS)
- Grupo de Investigación en Atención Primaria en Salud (GIAPS)
- Grupo de Investigación en Ciencias Básicas y Educación (GICBE)
- Grupo de Investigación Evolución, Ecología y Conservación (EECO)
- Grupo de Investigación en Administración Financiera (GIAF)
- Grupo de Investigación en Procesos Agroindustriales (PAI)
- Grupo de Investigación en Ingeniería de Software y Gestión de Conocimiento (INGESCO)
- Grupo de Investigación en Ciencias Económicas (GICE)
- Grupo de Investigación en Noviolencia, Paz y Desarrollo Humano
- Grupo de Investigación en Desarrollo Profesional Docente (DEPROFES)
- Grupo de Investigación TEFRA
- Ciencia de la Información y la Documentación, Bibliotecología y Archivística (CIDBA)
- Grupo de Investigación CINEDADES
- Grupo de Investigación en Prevención de Riesgos Laborales (GIPRL)
- Grupo de Investigación en Filosofía Política, Moral y Social (POLITIA)
- Grupo de Investigación Estudios Pedagógicos
- Grupo de Investigación en Búsqueda de Principios Bioactivos
- Centro de Bioética, Ciencias y Cultura de lo Viviente
- Grupo de Investigación en  Neuro Educación
- Grupo de Investigación ETNOEPISTEME (Lógica y Singularidad Humana)
- Grupo de Investigación Enseñabilidad de la Filosofía (SOFOS)
- Grupo de Investigación en Sistemas de Información, Auditoría y Calidad del Software (GISICAS)
- Grupo de Investigación Sonoridades Contemporáneas
- Grupo de Investigación en Fisicoquímica Ambiental y Computacional (GIFAC)
- Grupo de Investigación en Didáctica de las Matemáticas (GEDIMA)
- Grupo de Investigación Literaturas Marginales (MARGINALIA)
- Grupo de Investigación en Pedagogía e Infancia (PEDAINFA)
- Grupo de Investigación Geomatics Metrology & Surveying  (GMS)
- Grupo de Investigación en Física Teórica y Computacional
- Grupo de Investigación en Electrónica Aplicada y Energías (ELECTRAE)

## Clasificaciones académicas
La Universidad actualmente es la tercera del eje cafetero acreditada en alta calidad por el Ministerio de Educación Nacional detrás de la Universidad de Caldas y la Universidad Tecnológica de Pereira, en el ranking mundial webmetrics ocupa el puesto número 3655 y en el ranking de ciencia y tecnología U-sapiens ocupa el puesto número 36 en el país. Actualmente ocupa el puesto número 45 en Colombia del ranking QS. En el último ranking U sapiens 2019 no clasificó entre las 74 universidades destacadas